# Gräberfeld von Großörner
Koordinaten: 51° 37′ 0″ N, 11° 29′ 24″ O
Das altthüringische Gräberfeld von Großörner, ein kleines Körpergräberfeld einer germanischen Elite aus der späten Völkerwanderungszeit, wurde im Mansfelder Land entdeckt und vom Landesmuseum Halle aus untersucht. Das Gräberfeld wird ins späte fünfte Jahrhundert und frühe sechste Jahrhundert n. Chr. datiert. Die hervorragenden Grabbeigaben zweier Elitegräber gaben Anlass, die Bestatteten mit der Königssippe der Thüringer in Verbindung zu bringen. Die Bestattungen verteilen sich auf zwei getrennte Grabgruppen, die als eine des 'Adels' und eine von Abhängigen gedeutet werden.

## Fundbeschreibung
Die ,Adels`-Nekropole auf dem Gebiet der Thüringer, die ins späte fünfte und frühe sechste Jahrhundert datiert, enthält zwanzig Körperbestattungen sowie fünf Tiergräber mit insgesamt sieben Pferden und fünf Hunden. Zwei reiche, schon im sechsten Jahrhundert beraubte Bestattungen werden als Elitegräber ersten Ranges eingestuft.
Altthüringisches Elitegrab (Befund 1)
Die hölzerne Grabkammer mit einem Umfang von 4 mal 4,5 Metern bei einer Tiefe von 1,40 Metern enthielt trotz der antiken Beraubung noch Grabbeigaben ersten Ranges. Fundstücke wie Goldbrokat, ein Ango, eine Saufeder, ein Holzeimer, ein achteckiger Goldbeschlag, besetzt mit Chrysopas und Almandin, zwei Goldhülsen, vielleicht von einer Pferdetrense oder von zwei Messergriffen zeugen vom außerordentlichen Reichtum des Grabes.
Altthüringisches Elitegrab (Befund 19)
Das Knabengrab, eine hölzerne Grabkammer mit einem Umfang von 2,80 mal 3,06 Metern bei einer Tiefe von 2,70 Metern, enthielt trotz Beraubung noch außergewöhnliche Grabbeigaben. Ein goldener Kolbenarmring, Silberknöpfe, eine kostbare Pferdetrense reiternomadischer Provenienz lassen in dem bestatteten Knaben einen Angehörigen der altthüringischen Königsfamilie vermuten. In zwei Grabgruben neben dem Knabengrab waren drei Reitpferde und zwei Jagdhunde begraben. Ein weiteres Grab mit einem Pferd und einem Hund lag in der Nähe.
Altthüringisches Frauengrab reiternomadischer Provenienz
In einem Grab der zweiten Gräbergruppe mit wenig Beigaben lag eine Frau mit künstlich deformiertem Schädel. Das Grab ist bezogen auf die hunnenzeitliche Sitte der Schädelverformung mit der Frauenbestattung von Oßmannstedt vergleichbar.
Pferdetrense reiternomadischer Provenienz
Die Pferdetrense ist die kostbarste der Völkerwanderungszeit in Europa. Sie datiert in die zweite Hälfte des fünften Jahrhunderts. Goldene und silberne gerippte Hülsen über den eisernen Seitenstangen und Almandine an den Endknöpfen der Seitenstangen sowie Silbertauschierung im Eisen und silberne Riemenzwingen für die Zügel bezeugen außerordentlichen Reichtum des Besitzers.
Aus dem merowingerzeitlichem Fürstengrab von Krefeld-Gellep aus Gelduba liegt eine ähnliche, 'nur' mit silbernen gerippten Hülsen und Almandin verzierte Trense vor.
Kolbenarmring
Der Kolbenarmring stellt das Knabengrab zu den Elitegräbern von Tournai, Pouan, Wolfsheim, Fürst, Blučina, Apahida und Mezőbánd (in Ungarn).

## Ausstellung
Die hervorragenden Grabfunde aus dem Gräberfeld Großörner sind Teil der Sammlung des Landesmuseums für Vorgeschichte in Halle.